# Lamia (chi bọ cánh cứng)
Lamia là một chi bọ cánh cứng đặc trưng trong phân họ Lamiinae.

## Hình ảnh

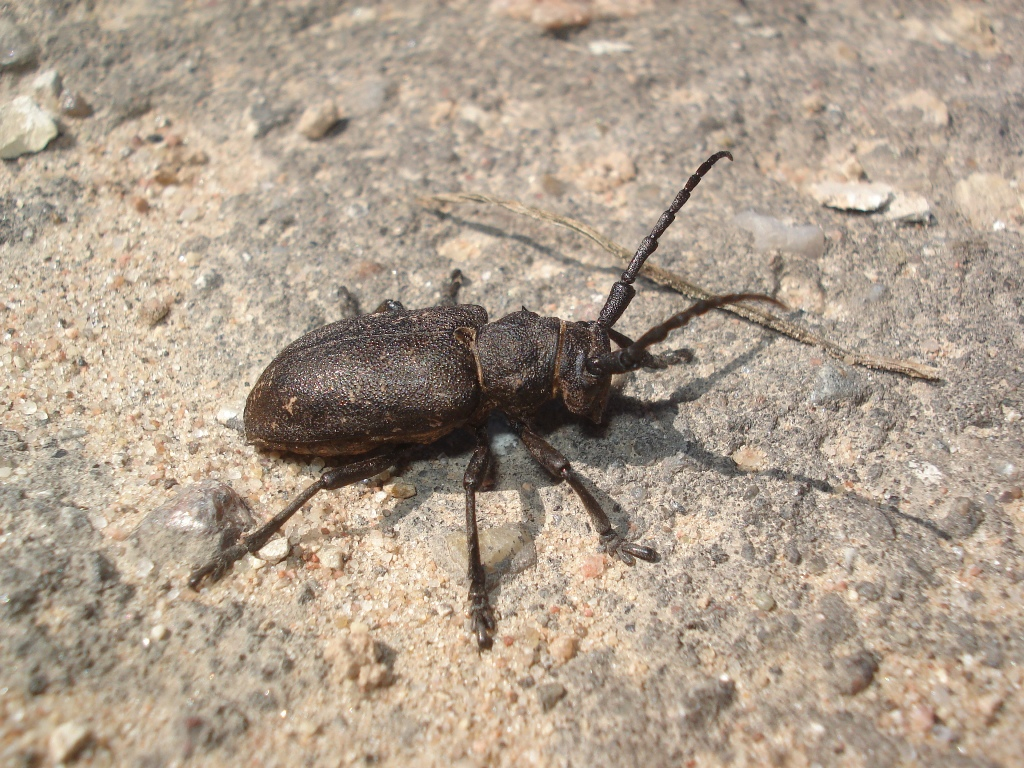
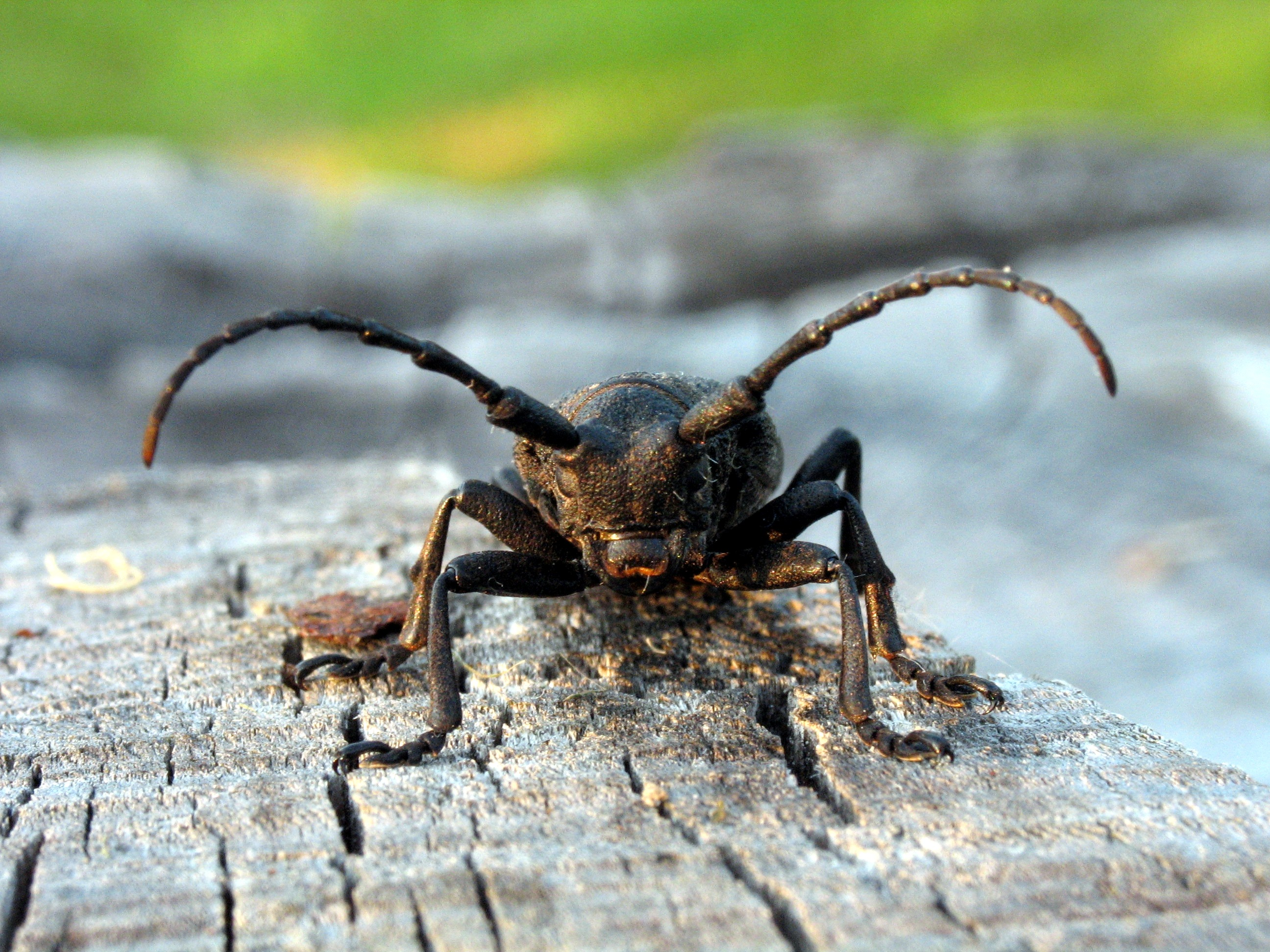
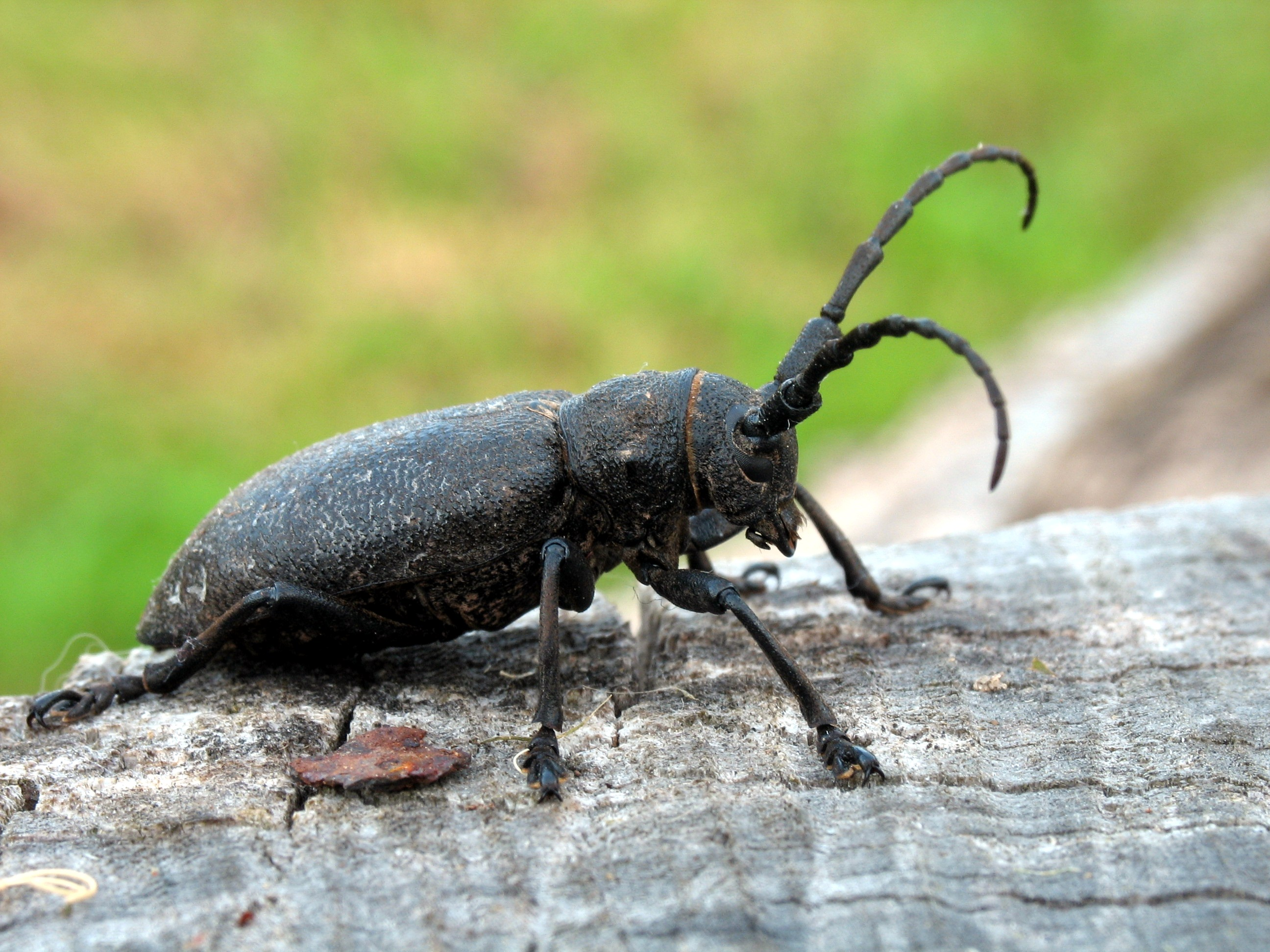
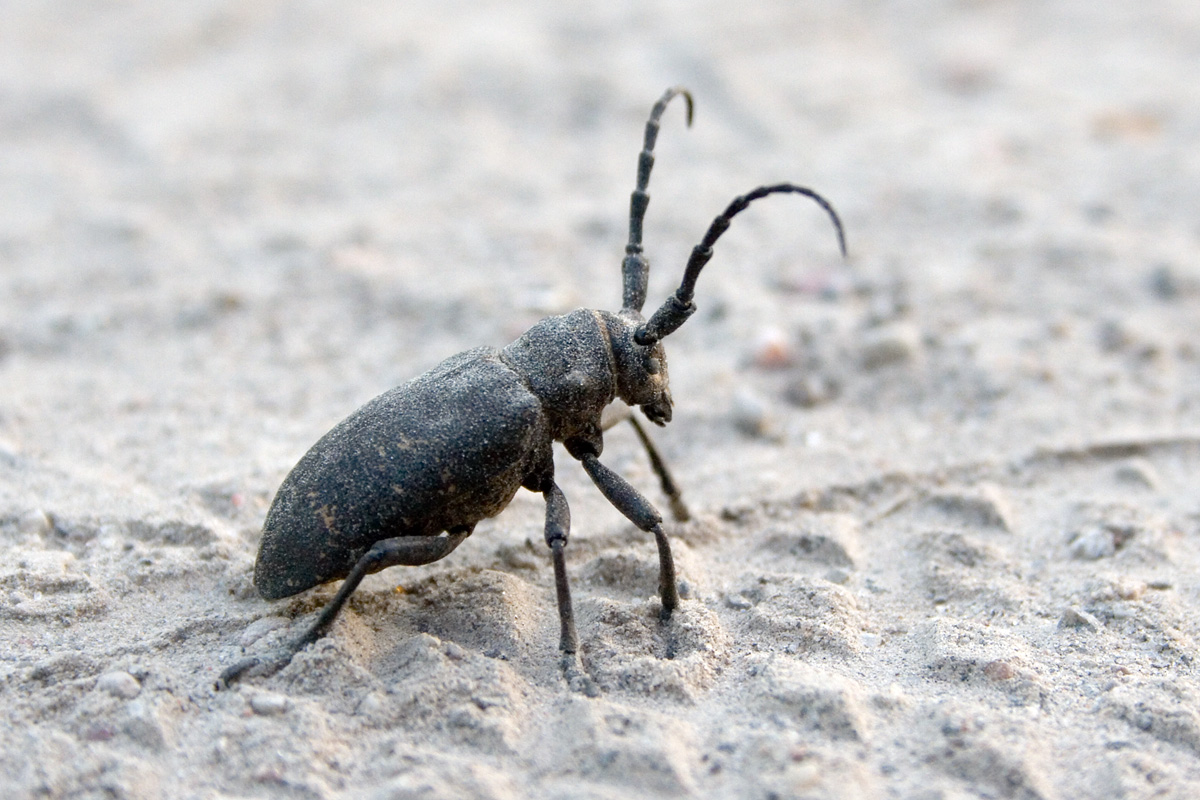

## Các loài
Phân loại CatalogueofLife 2014:
- Lamia annulicornis
- Lamia textor

Phân loại TPDB 2014:
- Lamia antiqua
- Lamia petrificata